# Badbergen
Badbergen este o comună din landul Saxonia Inferioară, Germania.